# 충주시·제천시·중원군·제원군·단양군
충주시·제천시·중원군·제원군·단양군은 대한민국의 옛 국회의원 선거구이다. 당시 충청북도 충주시, 제천시, 중원군, 제원군, 단양군 지역을 관할했다.

## 역사
1980년 4월, 제천군 제천읍이 제천시로 승격되었으며 제천군 잔여 지역은 제원군으로 개칭되었다. 이에 제11대 국회의원 선거를 앞두고 충주시·중원군·제천군·단양군 선거구가 충주시·제천시·중원군·제원군·단양군 선거구로 개편되면서 폐지되었다.
제13대 국회의원 선거를 앞두고 충주시·중원군 선거구, 제천시 선거구, 제원군·단양군 선거구로 각각 분리되면서 폐지되었다.

## 역대 국회의원
| 선거   | 정당 | 정당       | 1위 의원 | 정당 | 정당       | 2위 의원 |
| ------ | ---- | ---------- | -------- | ---- | ---------- | -------- |
| 1981년 |      | 민주정의당 | 이해원   |      | 민주한국당 | 김영준   |
| 1985년 |      | 민주정의당 | 이춘구   |      | 신한민주당 | 이택희   |

## 역대 선거 결과

### 대한민국 제11대 국회의원 선거
|  | 29.57% |

|  | 23.59% |

|  | 19.79% |

|  | 15.27% |

|  | 4.56% |

|  | 3.69% |

|  | 3.49% |

### 대한민국 제12대 국회의원 선거
|  | 52.83% |

|  | 26.18% |

|  | 15.58% |

|  | 3.48% |

|  | 1.90% |